# Segno di Kernig
Il segno di Kernig è un segno meningeo. Prende nome da Woldemar Kernig, medico russo di fine XIX secolo (1882).

## Descrizione
Anche questo segno, come tutti gli altri adoperati in caso di sospetta meningite (Segno di Brudzinski, Segno di Lasègue, Segno di Binda, Segno di Lesage), si basa sull'estensione delle meningi, che in condizioni normali non danno segni positivi, mentre in corso di meningite danno in risposta movimenti antalgici che, insieme ad altri esami di laboratorio (emocromo e rachicentesi) coadiuvano il medico nella formulazione di una diagnosi mirata, il cui primo e più importante passo resta l'anamnesi.
Se il paziente è seduto, non riuscirà a tenere le gambe completamente estese.